# Klädkod

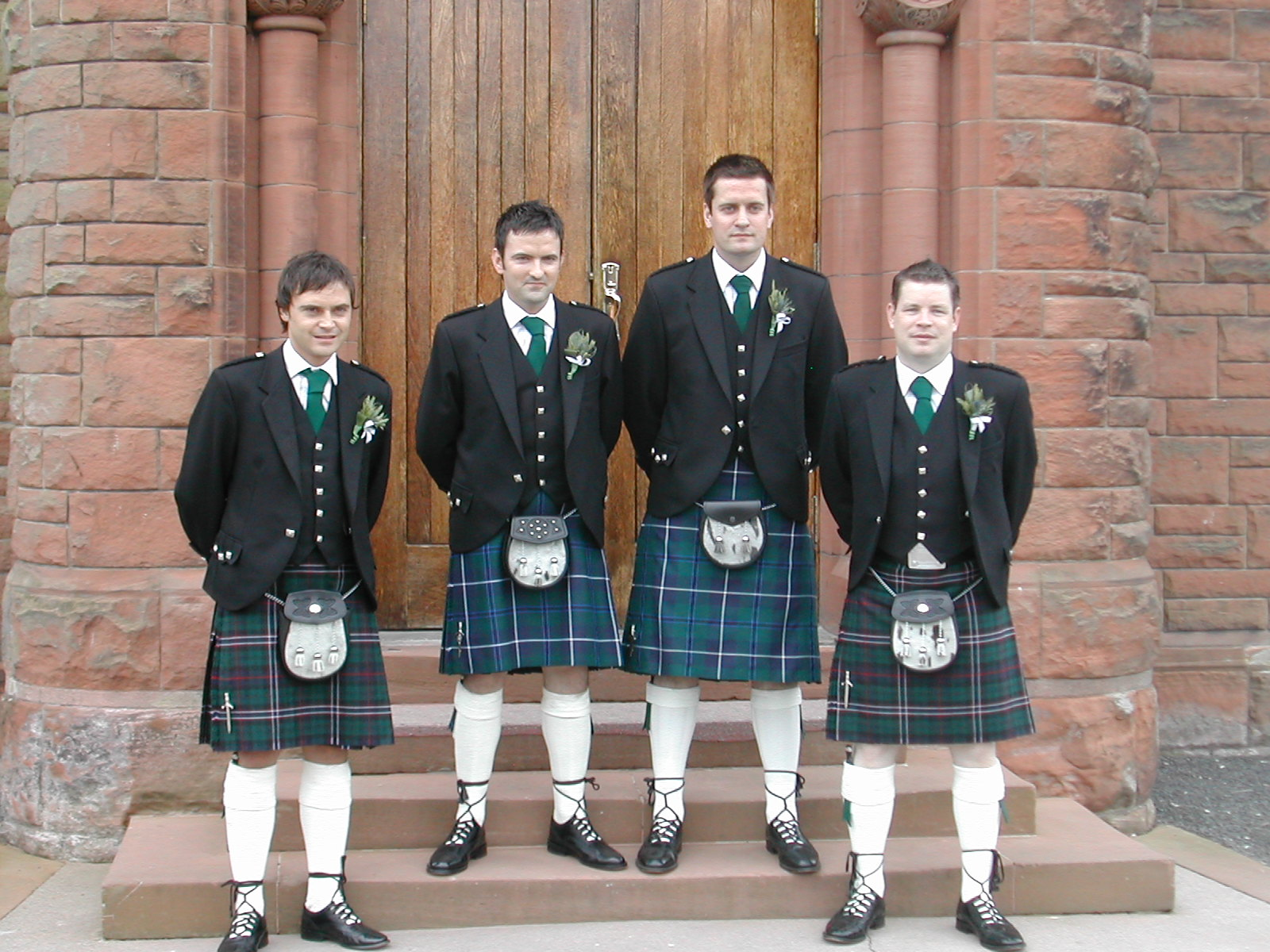
Män med kilt 2005. Festfolkdräkt av detta slag kan bäras när klädkoden är "högtidsdräkt".

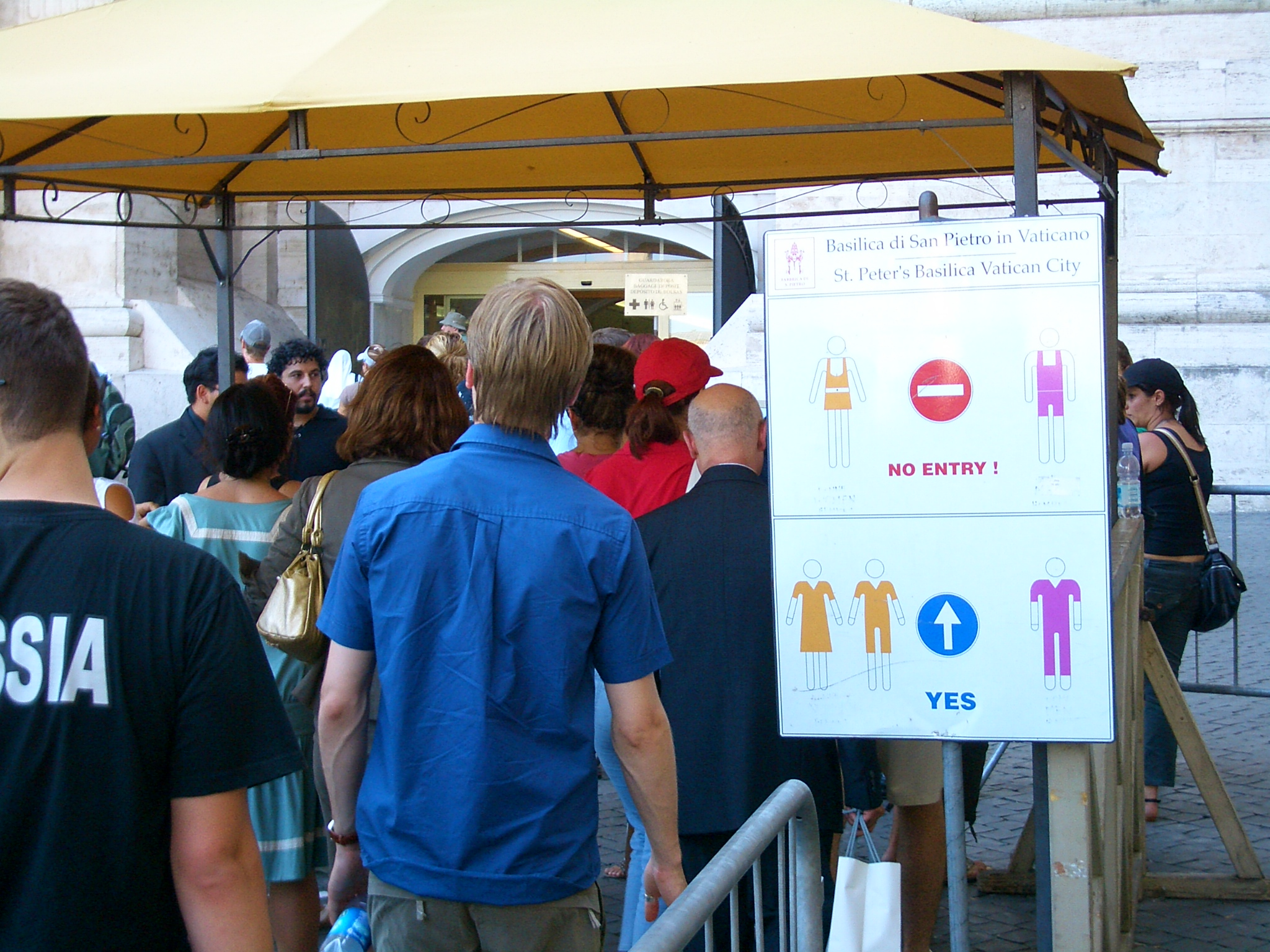
Klädkod för inträde till Peterskyrkan i Vatikanen 2007.

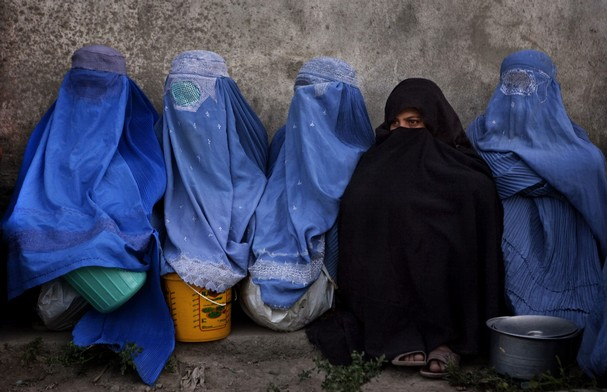
Kvinnor med burka 2011. Burkan är ett exempel på en klädsel som ofta bärs av kulturella eller religiösa skäl alldeles oavsett klädkoden på platsen.

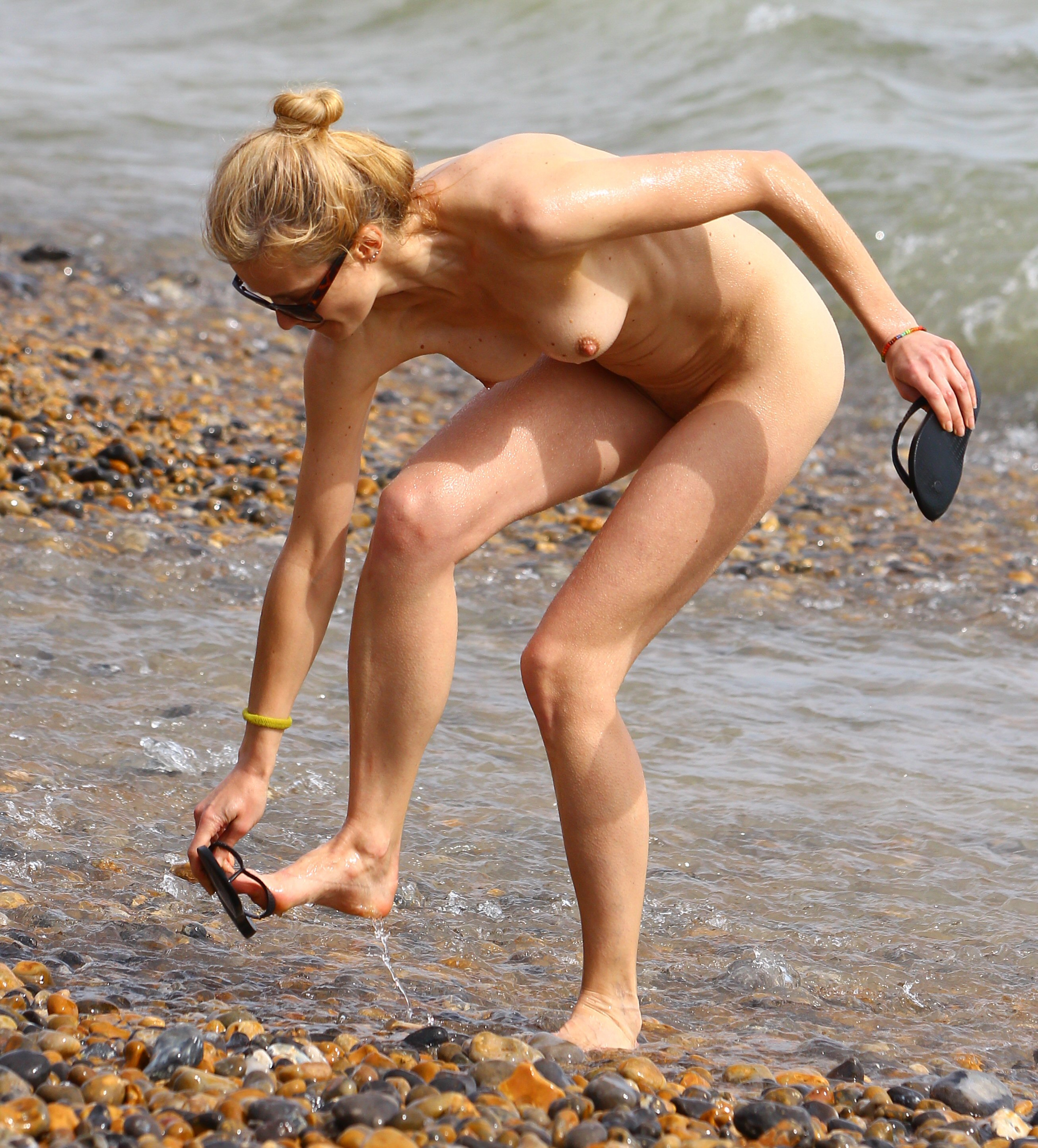
En ”undress code” kan begränsa vilka kroppsytor som får täckas vid exempelvis badplatser. Strikta ”undress codes” finns på vissa nakenbad. Ågestabadet i Stockholm tillåter bara ”solhatt/keps och skodon”.

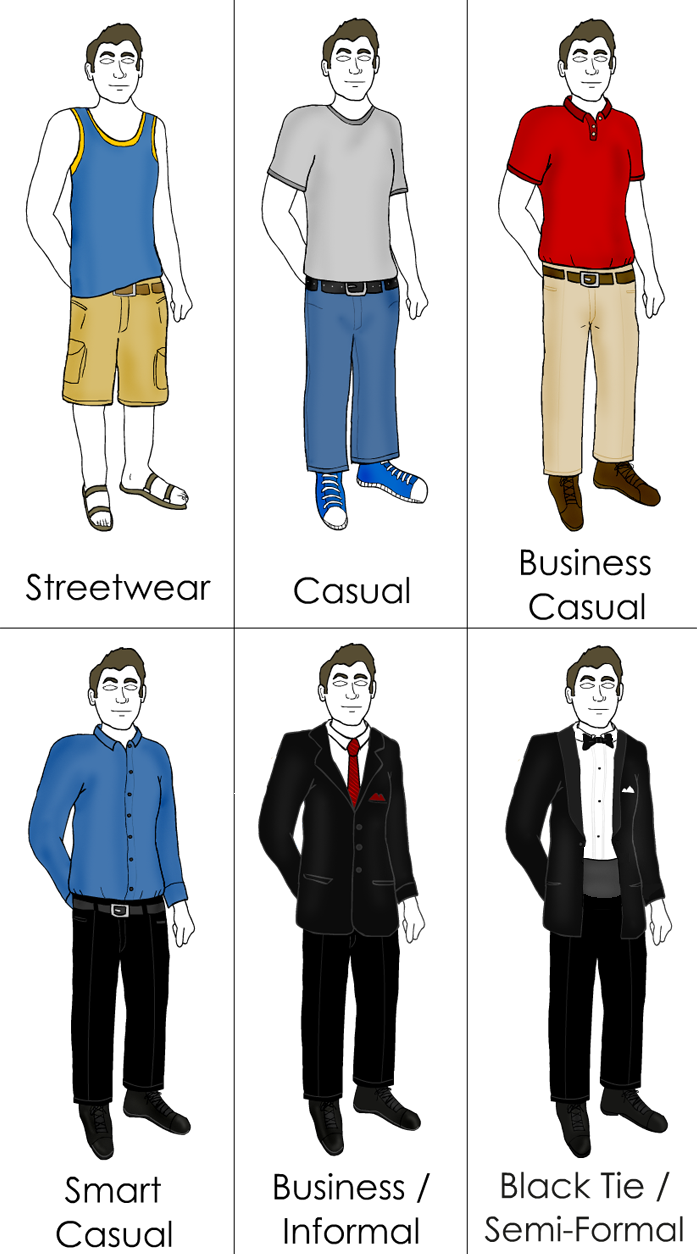
Nutida klädstilar med engelskspråkiga beteckningar. De tre nedre motsvarar de svenska klädkoderna "vårdad klädsel", "mörk kostym" (äldre "kavaj") och "smoking" (äldre "aftonklädsel"). Notera att det som på svenska skulle betraktas som informellt, på engelska kallas casual och inte informal.

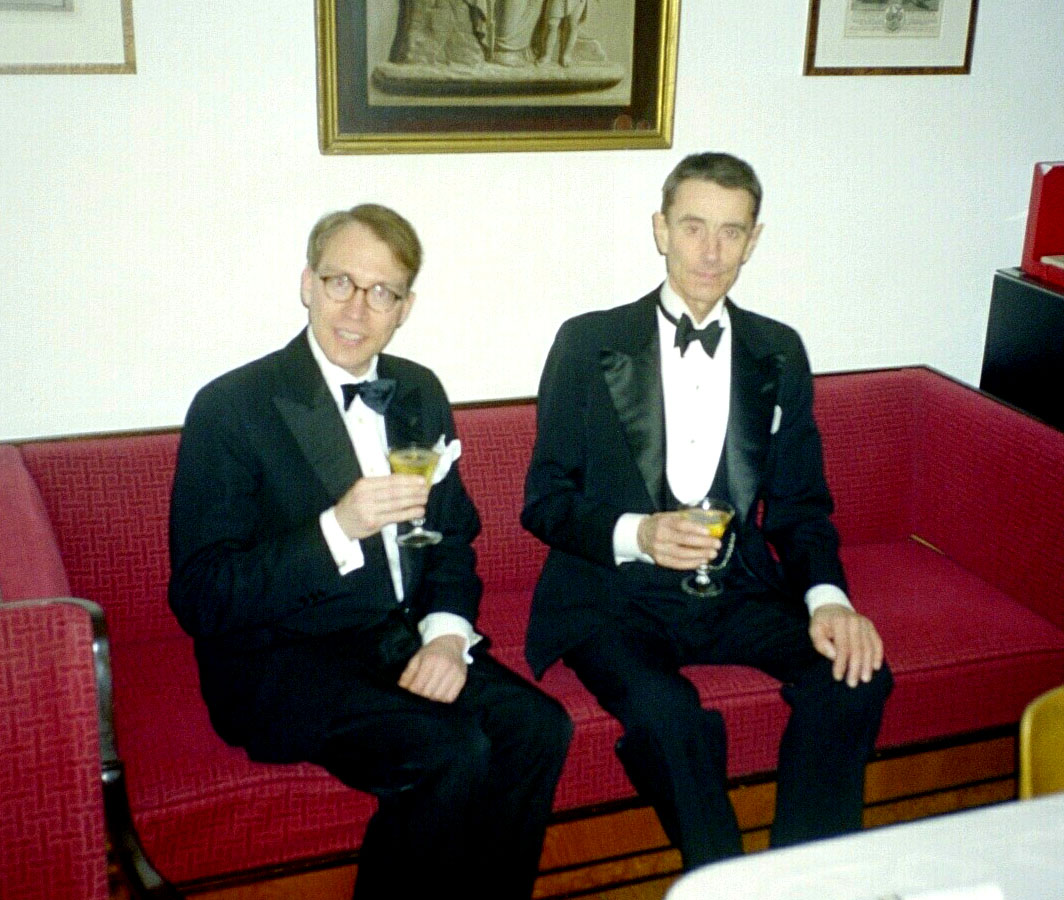
Smoking

Frackkostym med svart väst och vit halsduk för ordenssammankomst. Hallwylska museet.

Klädkod är regler för hur människor bör vara klädda. Reglerna kan variera mellan olika platser och kulturer men är i de flesta fall uppenbara och behöver inte vara skrivna. I andra fall anses klädkoden behöva vara skriftlig. Detta kan exempelvis vara i samband med tillställningar, då det finns angivet på en inbjudan. Klädkoden bestäms av värden. Vissa platser kan ha en klädkod för tillträde, exempelvis kyrkor och nattklubbar. 
Även under samma dag kan en individ behöva anpassa sig till omgivningens olika förväntningar på klädkod, utöver det som gäller på arbetsplatsen och i hemmet. Klädkoden är social och beror på vilka människor man har omkring sig; det finns ingen klädkod om man är ensam. I vissa fall godtas avsteg från klädkoden, om en person vill bära annan klädsel exempelvis av religiösa skäl.
I Sverige är de etablerade klädkoderna vid sociala tillställningar frack, smoking, mörk kostym och kavaj.

## Kulturell klädkod
Inom sociologin används begreppet habitus (av latin habitus, 'yttre gestalt, klädnad, tillstånd'), för smak, stil och preferenser som en individ under sitt liv tagit till sig. Det är ett förvärvat sätt att vara, framstå och föra sig. 
Habitus är ett strukturerat och strukturerande mönster för tänkande, handling och hur man uppfattar och vill bli uppfattad av sin omvärld. Exempel på smak kan vara det som kommer till uttryck i individens invanda beteende och sätt att värdera och förhålla sig till olika föremål och aktiviteter såsom kläder, mat, dryck, idrottsaktiviteter, musik, hobby, litteratur eller konst etc. En viktig del av habitus är klädkod i kulturell mening. 
Olika samhällen och kulturer har olika sociala normer även om västerländsk stil tenderar att internationaliseras. Genom att följa reglerna signalerar man samhörighet. Klädedräkten eller detaljer i klädseln och hur den bärs kan ge budskap om bärarens tillhörighet, status, ålder, civilstånd, kön, genus, yrke, yrkesroll, socialgrupp, inkomst, politiska hållning, etnicitet, religion, attityd, modemedvetenhet, traditionsbundenhet, sexuella tillgänglighet och orientering etc. Man markerar också en avgränsning från andra individer eller grupper.

## Formell klädkod
Klädkod i mer formell mening är en angivelse om önskad klädsel hos gästerna vid fester och andra sammankomster. Om det i en inbjudan anges viss klädsel, bör sådan klädsel bäras av värdfolk och gäster. Om det finns underhållare eller serveringspersonal på festen omfattas de däremot inte av klädkoden, eller i varje fall inte samma klädkod. Den engelskspråkiga motsvarigheten är dresscode.
En klädkod är motiverad vid en mer formell tillställning, där det inte är självklart för gästerna vilken klädnivå som är lämplig. Syftet med en klädkod är alltså att underlätta för gästerna och undvika att några gäster känner sig obekväma som ett resultat av avvikande klädsel. Det är därför viktigt att använda en etablerad klädkod vars betydelse är välkänd, eftersom syftet annars går förlorat. Vanligen anses det mindre lämpligt att uttryckligen skriva ut vad som skall bäras, eftersom en klädkod endast anger nivån på klädseln; i en kortfattad inbjudan kan platsen även vara begränsad. Vid informella fester i en etablerad vänkrets behöver vanligen inte någon klädkod anges. 
Det har även uppmärksammats att det finns "reverse dress codes", ofta betecknade "undress codes". De sätter en övre gräns för klädseln, antingen på hur finklädd man bör vara, eller hur mycket av kroppen som får täckas. Mycket uppmärksammade exempel på formella "undress codes" är dels i simhallar och vid bastubad där skor, underkläder, tröjor eller vissa heltäckande kläder kan vara otillåtna., dels slöjförbud.
Vissa klädkoder har varit etablerade under lång tid, men även i dessa fall påverkas de åtminstone till viss del av det växlande modet.

## Klädkoder i Sverige
Klädkoden anger ofta mannens aftonklädsel. Till varje nivå finns en kvinnlig motsvarighet.

### Högtidsdräkt (frack)
Om högtidsdräkt är påbjuden kvällstid bär män frack. Kvinnor bär aftonklänning eller balklänning, vilken skall vara i ett finare tyg. Denna skall vara fotsid, vilket innebär att den skall täcka skorna och sluta ca en centimeter över golvet. Den skall vara ärmlös, vilket innebär att den kan ha hög hals eller axelband, men får ej ha ärmar. 
I populär svensk klädkod saknas högtidsdräkt för dagsbruk. Internationellt används jackett istället för frack på dagen av män, vilket i enstaka fall kan förekomma även i Sverige. Inom anglo-amerikansk etikett kallas högtidsdräkt för formell klädsel (formal) eller modernare white tie. Det är även möjligt att bära folkdräkt eller hembygdsdräkt i festvariant. Militär personal (även pensionerad eller icke aktiv) kan bära sällskapsuniform i form av högtidsdräkt eller stor mässdräkt (den senare endast vid festsammankomster). Präster kan bära sin ämbetsdräkt.
Termen civil högtidsdräkt innebär att uniformen är utesluten. Anges frack som klädsel är även hembygdsdräkt utesluten. Akademisk högtidsdräkt innebär frack med svart väst för herrar och svart långklänning för damer.
Till högtidsdräkt kan normalt ordenstecken bäras, av den som har sådana. Ibland anges specifikt i klädangivelsen att eventuella ordenstecken skall bäras. Har man flera ordenstecken att välja mellan, brukar i första hand de bäras som på något sätt kan anses förknippade med den högtid som skall firas eller den institution som arrangerar festen. Vid statsceremonier skall den arrangerande statens statsordnar bäras, gästande utlänningar må även bära sitt lands ordnar.
Saknar en inbjudan angivelse eller påbjudan om vilken klädsel som förväntas under tillställningen, t.ex. ett bröllop, är det traditionellt sett högtidsdräkt som gäller. Idag är det dock mycket ovanligt i Sverige att gästerna förväntas bära högtidsdräkt om ingen klädkod angivits. Är man som gäst osäker rekommenderas att kontakta värden/värdinnan eller någon annan som anges som kontaktperson för festen, t.ex. en toastmaster.

### Smoking (aftondräkt)
Kvällstid bär mannen smoking, medan kvinnan bär smokingklänning. Handskar används ej. Internationellt används dagtid ibland stresemann istället för smoking. Inom anglo-amerikansk etikett kallas smoking black tie eller mer traditionellt semiformell klädsel.
Militär personal (även pensionerad eller icke aktiv) kan bära sällskapsuniform i form av sällskapsdräkt eller  liten mässdräkt (den senare endast vid festsammankomster).

### Mörk kostym
Vid klädkoden mörk kostym påbjuds för män traditionellt mörkgrå eller mörkblå kostym, vit skjorta och slips eller fluga. På senare tid används även svart kostym, vilket traditionellt varit reserverat för begravning. Kvinnor bär knälång klänning eller kjol. Kvinnans klädsel skall ej vara axelbar och kjollängden skall inte vara golvlång. Inom anglo-amerikansk etikett kallas mörk kostym traditionellt för informell klädsel (informal).
Militär personal (även pensionerad eller icke aktiv) kan normalt bära den uniform som benämns daglig dräkt, dvs. vapenrock och byxor alternativt kjol för kvinnor. Med tanke på tillställningens karaktär och värdens/värdinnans önskemål rekommenderas att kontrollera lämpligheten i att bära uniform då mörk kostym påbjuds.
Inom ordensväsendet innebär termen enkel högtidsdräkt (EHD) kvällstid vanligen mörk kostym. Män kan bära fluga istället för slips.

### Kavaj
Kavaj är numera den minst strikta av vedertagna klädkoder. För män innebär det hel kostym, inte udda kavaj. Kostymen kan vara mörk eller ljus beroende på sammanhanget. Skjortan bör vara ljus. Fluga kan användas istället för slips. Kvinnor bär klänning, kjol, dräkt eller byxdress som är elegantare än vanlig vardagsklädsel och omkring knälång.

### Kostym (utklädnad)
Om kostym är påbjuden kan det innebära en maskerad. Oftast kompletteras inbjudan med information om kvällens tema. För att undvika sammanblandning används i regel "mörk kostym" när det ska vara finkläder och inte utklädnader. Maskerad kan också ha klädkoden "mask för ansiktet", och då är det särskilt viktigt att maskeradkostymen skall dölja personens identitet.

### Äldre klädkoder
I traditionell etikett används begreppen aftondräkt eller mörk kostym för smoking. Vidare kavaj eller mörk kavaj för mörk kostym samt kavajkostym, enkel kavaj, udda kavaj eller blazer för det som i dag kallas kavaj. Numera har såväl kungen som riksdagens talman klädkoden "mörk kostym" på sina bjudningskort när det faktiskt är mörk kostym som gäller, eftersom det är lättare för folk att förstå. Den äldre terminologin har blivit mycket ovanlig, även om den kan förekomma i enstaka fall, till exempel i akademiska sammanhang.
| Tillfälle                 | Överrock         | Kostym                  | Väst                    | Benkläder                | Hatt                | Krage                           | Skjorta        | Halsduk                     | Handskar             | Skodon                 |
| ------------------------- | ---------------- | ----------------------- | ----------------------- | ------------------------ | ------------------- | ------------------------------- | -------------- | --------------------------- | -------------------- | ---------------------- |
| Visit                     | Mörk             | Jackett, svart kavaj    | Svart                   | Randiga                  | Hård hatt           | Snibbkrage el. dubbelvikt krage | Vit            | Svart el. mörk              | Gråa eller gula      | Svarta med mörk insats |
| Officiellt besök          | Mörk             | Jackett el. bonjour     | Svart                   | Randiga                  | Cylinder            | Snibbkrage                      | Vit            | Svart                       | Mörkgråa el. gula    | Svarta                 |
| Teater                    | Mörk             | Svart kavaj el. smoking | Svart                   | Randiga, svarta          | Hård hatt           | Snibbkrage                      | Vit            | Mörk slips el. svart rosett | Mörka eller gula     | Svarta                 |
| Teater, festföreställning | Mörk             | Smoking el. frack       | Vit                     | Svarta m. galon          | Cylinder            | Snibbkrage                      | Vit och stärkt | Vit                         | Vita                 | Svarta lack            |
| Privat festlighet         | Mörk             | Svart kavaj el. smoking | Svart                   | Svarta                   | Hård hatt           | Snibbkrage                      | Vit och mjuk   | Svart                       | Mörkgråa             | Svarta                 |
| Klubb och mindre middag   | Mörk             | Smoking                 | Vit                     | Svarta                   | Hård hatt           | Snibbkrage                      | Vita           | Svart, liten rosett         | Vita                 | Svarta lågskor, pumps  |
| Bröllop, bal, stor middag | Cape, frackkappa | Frack                   | Vit                     | Svarta med galon         | Cylinder            | Snibbkrage                      | Vit och stärkt | Vit, liten rosett           | Vita                 | Pumps                  |
| Dans                      | Mörk             | Smoking el. danskavaj   | Svart                   | Svarta                   | Hård el. mjuk hatt  | Snibbkrage                      | Vit            | Svart, liten rosett         | Vita                 | Pumps, lågskor         |
| Begravning                | Mörk             | Frack                   | Svart                   | Svarta                   | Cylinder            | Snibbkrage                      | Vit och stärkt | Vit rosett                  | Svarta               | Svarta                 |
| Resa                      | Ulster, kavaj    | Sportkostym             | Lika kostymtyget        | Lika kostymtyget         | Mjuk hatt el. mössa | Stärkt eller mjuk krage         | Kulört         | Kulört                      | Vanligen färgade     | Valfri färg            |
| Sport                     | Kavaj            | Sportkavaj              | Av rocktyget el. i färg | Ridbyxor el. sportbyxor  | Mössa el. hatt      | Mjuk krage                      | Kulört         | Valfri                      | Gråa, bruna el. gula | Svarta el. bruna       |
| Långturer                 | Ulster           | Sportkavaj              | Av rocktyget el. i färg | Sportbyxor el. långbyxor | Mössa el. mjuk hatt | Mjuk krage                      | Kulört         | Kulört                      | Vanligen färgade     | Bruna                  |

### Andra termer
Förutom de etablerade klädkoderna finns ett antal mindre väldefinierade begrepp, som inte är allmänt vedertagagna och vars betydelse varierar.
Udda kavaj (eller Blazer ) betecknar i populär svensk klädkod oftast en kavaj som skiljer sig från byxorna i material och/eller färg.
Affärskostym är inte en etablerad klädkod, men syftar på en klädsel vars nivå är mellan mörk kostym och kavaj.
Finare vardag (även "klädsel ett steg över/lite finare än vardag") betecknar att stor frihet i val finns, men finare än vardagsklädsel.
Vårdad klädsel är inte heller en etablerad klädkod. Normalt kan antas att kläderna inte skall vara trasiga, slitna eller smutsiga. Termen används ibland av krogar för att sortera gästerna. Vad som är vårdad klädsel kan bero på sammanhanget och inkluderar exempelvis blazer och chinos. Damer kan ha kjol och topp eller något enklare klänning samt till det strumpbyxor eller leggings. Träningskläder, arbetskläder eller i övrigt alltför fritidsbetonade kläder eller skor bör undvikas. Kvinnor och särskilt män bör undvika kortbyxor.
I friluftssammanhang, till exempel om man skall gå på hajk, kan helt andra klädrekommendationer förekomma. Vid vinterläger kan anges jb/o, som betyder att man skall ha med sig jacka och täckbyxor eller overall.

### Religiösa lokaler
I kristna kyrkor skall män och pojkar vara barhuvade. I judiska synagogor skall de tvärtom täcka huvudet, åtminstone med en kippa. I muslimska moskéer skall besökare ta av sig skorna.

### Familjehögtider
Vid familjehögtider kan en klädkod användas precis som i andra sammanhang. Därutöver gäller följande vid bröllop och begravningar.

#### Bröllop
Vid ett borgerligt bröllop är klädseln mera fri, men vanligt är att brudgummen bär kostym och bruden dräkt eller liten klänning. Vid ett mindre kyrkbröllop är klädseln mer valfri än vid ett stort kyrkbröllop; här kan brudgummen bära mörk kostym och bruden dräkt eller liten klänning. Under 1990-talet förekom det att brudparet bar frack och lång klänning, medan gästerna kom i kavaj. Detta är etikettsvidrigt[källa behövs]; om brudparet gifter sig i frack och lång klänning skall bröllopsgästerna bära detsamma. Mässuniform och stor folkdräkt är jämförbart med frack och lång klänning. Vid bröllop på förmiddagen skall brudgummen bära jackett och bruden kort klänning med eller utan slöja. Smoking skall inte användas. En viktig regel vid västerländska bröllop är att endast bruden kan bära helvit klädsel. Det är dock accepterat att kvinnliga gäster bär delvis vit klädsel, så länge det vita inte är klädselns dominerande färg. Bröllopsgäster skall inte heller bära sorgkläder eftersom glädje bryter sorg. En tumregel är att bröllopsgästerna inte skall bära finare kläder än brudparet; bär brudgummen till exempel kostym skall inte manliga gäster bära frack. Damer skall inte ha bara axlar i kyrkan. Gifter man sig för andra gången eller mer bör bruden inte bära vitt, krona eller slöja; bröllopet bör också vara något diskretare än de tidigare.

#### Begravning
Vid en begravning bär manliga begravningsgäster, om inget annat annonserats, svart eller mörk kostym med vit skjorta och slips. De män som är närstående till den avlidna personen bär vanligen helt vit slips till den vita skjortan medan övriga kan välja helt svart slips. Traditionen kan dock variera mellan olika delar av Sverige. Grundtanken i de flesta traditioner är att de som stod den döde nära och sörjer djupt markerar detta med en vit slips (även till vardags anmodades de sörjande bära vit slips under sorgetiden), medan de som främst "beklagar sorgen" kan markera detta med en svart slips. Man bör inte bära svart slips om man räknas som en av de närmast anhöriga, ej heller om man ska vara kistbärare. För kvinnor är den traditionella begravningsklädseln svart klänning eller kjol, antingen knä- eller ankellång, men svarta långbyxor är oftast fullt likvärdigt idag.
"Valfri klädsel" som klädkod vid begravning innebär att ovanstående klädsel inte är något krav och att även andra diskreta färger går bra. 
"Ljus klädsel" betyder givetvis att begravningsdeltagarna inte bär mörka kläder. Herrar kan till exempel bära blå eller grå kostym. Till detta används vit skjorta med diskret enfärgad slips, till exempel vit, grå eller eventuellt mörkblå, men inte svart.
För begravningar i högtidsdräkt gäller svart matt typ på cylinderhatten och matt borstade skor. Blanka smycken och guld bör undvikas.

### Restauranger
Länge var det otänkbart att gå på finare restauranger utan att klä upp sig något. Fortfarande finns det restauranger som har slipstvång för gäster eller ogillar att herrar kommer utan kavaj, men med den förändrade krog- och klubbkultur som har vuxit fram i Sverige de senaste decennierna har reglerna på många håll luckrats upp.

### På arbetet
Under 1970-talet utvecklades i Sverige en liberal inställning till kläder i arbetslivet. I vissa branscher dominerar fortfarande kostym som klädsel för manliga anställda och till exempel dräkt för kvinnor, men generellt sett har man ofta gått över till byxa, skjorta och tröja eller udda kavaj. Kortbyxor är på vissa ställen dock inte accepterat.